# Habenaria greenwoodiana
Habenaria greenwoodiana är en orkidéart som beskrevs av Roberto González Tamayo. Habenaria greenwoodiana ingår i släktet Habenaria och familjen orkidéer. Inga underarter finns listade i Catalogue of Life.